# Abolish the Welsh Assembly Party
Abolish the Welsh Assembly Party (walisisch Plaid Diddymu Cynulliad Cymru, „Schafft-die-walisische-Nationalversammlung-ab-Partei“), kurz Abolish ist eine kleine walisische Ein-Themen-Partei, die sich die Abschaffung des walisischen Parlaments zum Ziel gesetzt hat.

## Hintergrund und Parteigeschichte

### Hintergrund
Wales erhielt im Rahmen der Dezentralisierungspolitik (devolution) der Labour-Regierung unter Tony Blair im Jahr 1999 ein eigenes Regionalparlament mit begrenzten Kompetenzen für walisische Angelegenheiten. Der Wunsch nach regionaler Selbstregierung war in Wales jedoch nie so ausgeprägt gewesen wie beispielsweise in Schottland. Beim ersten Referendum 1979 über die Frage, ob ein Regionalparlament für Wales eingerichtet werden sollte, hatten sich die Waliser mit fast 80-prozentiger Mehrheit dagegen entschieden und beim zweiten Referendum 1997 betrug die Zustimmung nur knapp über 50 %. Auch nach 1999 verblieb eine gewisse Skepsis. In verschiedenen Meinungsumfragen sprach sich regelmäßig eine signifikante Minderheit der Befragten für eine Einschränkung der Kompetenzen des walisischen Parlaments oder dessen vollständige Abschaffung aus.

### Abolish-Parteigründung und walisische Wahl 2016
Vor diesem Hintergrund wurde am 3. Juli 2015 die Partei Abolish The Welsh Assembly Party (walisisch Plaid Diddymu Cynulliad Cymru) bei der Wahlkommission des Vereinigten Königreichs (Electoral Commission) registriert. Parteigründer waren Jonathon Harrington (erster Parteivorsitzender), David Bevan (Nominierungsleiter) und Ivan John Parker (Schatzmeister). Parteisitz war Brecon (Powys). Einziges Ziel von Abolish war die Abschaffung der Nationalversammlung für Wales. Beispielhaft äußerte der spätere Parteivorsitzende Richard Suchorzewski, dass es für Abolish-Parteimitglieder und -wähler „sehr schwierig“ sei, zu erkennen welche Vorteile Wales von der Devolution gewonnen habe. Wales sei von London aus besser, kostengünstiger und effektiver regiert, als durch lokale Politiker. Bei der Wahl zur Nationalversammlung für Wales am 5. Mai 2016 kandidierte die Partei auf der Parteiliste und gewann landesweit 4,6 % der Stimmen. Wahlkreiskandidaten stellte sie nicht auf. Damit gewann sie keinen Wahlsitz im Parlament.

### Parteiüberläufer zuAbolish
In den folgenden Jahren erhielt die Partei Zulauf von Überläufern anderer Parteien. Am 19. November 2019 schloss sich der stellvertretende Parteivorsitzende der Konservativen in Wales, Lee Canning, Abolish an, nachdem er sich mit Parteikollegen zerstritten und von der eigenen Partei nicht als Kandidat nominiert worden war. Im Mai 2020 trat die zuvor konservative Claire Mills Stadträtin von Powys zur Partei über, womit Abolish eine erste Vertreterin in der Kommunalpolitik hatte. Am 24. Juni 2020 schloss sich der für UKIP 2016 ins walisische Parlament gewählte, aber seit November 2019 parteilose Gareth Bennett Abolish an, womit die Partei ihren ersten Parlamentsabgeordneten gewann. Am 19. Oktober 2020 folgte ihm Mark Reckless, seit 2016 für UKIP Abgeordneter im walisischen Parlament, der 2019 zur Brexit Party gewechselt war.

### De-Registrierung und erneute Registrierung bei der Wahlkommission 2020/21
Im April 2020 wurde der Parteimitgründer David Bevan mit der Begründung, dass er „ineffektiv, nicht fortschrittlich und praktisch nutzlos“ sei, aus dem Parteivorstand abgewählt. Der gekränkte Bevan verweigerte daraufhin die jährliche Re-Registrierung der Partei bei der Wahlkommission, für die aus formellen Gründen seine Unterschrift bis zum 31. Oktober 2020 erforderlich gewesen wäre. Infolgedessen wurde die Partei am 4. November 2020 aus dem Parteiregister der Wahlkommission gestrichen. Der Abolish-Parteivorstand reichte danach einen Antrag auf Re-Registrierung ein und David Bevan versuchte ebenfalls, eine Partei gleichen Namens mit ihm als Vorsitzendem registrieren zu lassen. Letztlich wurde das Ansinnen Bevans durch die Wahlkommission abgewiesen und die alte Abolish-Partei wurde am 16. Januar 2021 erneut durch die Wahlkommission registriert.

### Wahl 2021
Der am 8. Juni 2020 zum neuen Parteivorsitzenden gewählte Richard Suchorzewski führte die Partei in den Wahlkampf vor der walisischen Parlamentswahl am 6. Mai 2021. Einzelne Prognosen sagten der Partei einen Gewinn von bis zu 7 % der Stimmen und vier Mandaten voraus. Letztlich gewann die Partei aber nur 3,7 % der Parteilistenstimmen und damit keine Parlamentsmandate.

## Wahlergebnisse
| Jahr | Wahl                                        | Wähler | Stimmenanteil | Sitze |
| ---- | ------------------------------------------- | ------ | ------------- | ----- |
| 2016 | Wahl zur Nationalversammlung für Wales 2016 | 44.286 | 4,4 %         | 0/60  |
| 2021 | Parlamentswahl in Wales 2021                | 41.399 | 3,7 %         | 0/60  |